# フリーダ・グスタフション
フリーダ・グスタフション（Frida Gustavsson, 1993年6月6日 - ）は、スウェーデンのモデル、女優である。ストックホルム出身。

## 経歴
2008年に地元でモデルとして活動を始め、同年、さらにその道を追い求めて日本へと渡った。2012年秋、パリで行われたヴァレンティノ・ファッション・グループのショウのオープニングを務めた。以来、シャッツィー・チェン、ルイ・ヴィトン、シャネル、ランヴァン、キャロライナ・ヘレラ、フェンディ、ディオール、ジル・サンダー、アレキサンダー・マックイーン、アナ・スイ、マーク・ジェイコブス、マイケル・コース、カルヴァン・クライン、オスカー・デ・ラ・レンタ、エミリオ・プッチ、セリーヌ、エルメス、 ジャン＝ポール・ゴルチエ、ドルチェ&ガッバーナ、ジバンシィ、イヴ・サンローラン、ラルフ・ローレン、ブルーフィン、ヴェルサーチなどのショウに出演。2012年にはヴィクトリアズ・シークレット・ファッションショウにも出演した。2010年の春シーズンにおいて、カシア・ストラス、リウ・ウェン、コンスタンス・ヤブロンスキーに次ぎ、出演依頼が4番目に多かったモデルである。
アメリカ、イタリア、フランス、イギリス、ドイツ、日本などにおいて、『ELLE』『W』『ヌメロ』『VOGUE』『ロフィシエル』『Crash』などのファッション誌に掲載されている。2010年3月には、ドイツ版『VOGUE』の表紙を飾った。マーク・ジェイコブス、ジル・スチュアート、アナ・スイ、H&M、マックスマーラ、タイガー・オブ・スウェーデン、プラダなどの広告にも起用されている。2011年には『ELLE』のスウェーデン・モデル・オブ・ジ・イヤーを授賞した。
ニナ・リッチの広告にも起用され、5年間の休養の後、2020年春のジャン＝ポール・ゴルチエのショウでもランウェイを歩いた。
2022年には、Netflixのドラマシリーズ『ヴァイキング 〜ヴァルハラ〜』（ジェブ・スチュアート監督）に偉大なヴァイキングの戦士・フレイディス・エイリークスドッティ役で出演している。

## 人物
2011年6月、サンドビベリ市の聖マルティヌス・ギムナジウムを卒業した。スタイリストになる目標があり、パターンやデザインに関心を持っている。
2015年5月30日、スウェーデンで写真家のヒャルマー・レヒリンと結婚した。

## 出演

### 映画
- 2013 『Nina L'eau』
- 2019 『Eld & lågor』
- 2020 『Unblinded』
- 2021 『Dampyr』[11][12]
- 2021 『Tigrar』

### テレビ
- 1998 『När karusellerna sover』
- 2015 『Arne Dahl: Efterskalv』
- 2019 『Dröm』
- 2019 『ウィッチャー』
- 2019 『Der Kommissar und das Meer』
- 2022 『ヴァイキング 〜ヴァルハラ〜（英語版）』[13]